# Studentenverbindungen in Österreich
Die Studentenverbindungen in Österreich sind im Großen und Ganzen mit den Studentenverbindungen im übrigen deutschen Sprachraum vergleichbar; sie sind aber deutlich tiefer in ein schlagendes deutschnational-freiheitliches und ein nichtschlagendes katholisch/christliches Lager gespalten. Gemeinsame Auftritte der beiden Lager bei universitären oder gesellschaftlichen Veranstaltungen sind äußerst selten.

## Geschichte
Im ausgehenden 18. Jahrhundert entstanden in Wien, wie auch in anderen Teilen des Heiligen Römischen Reiches, studentische Orden und Verbindungen anderer Art. Allerdings verhinderten strenge Verordnungen und Gesetze, insbesondere der Regensburger Beschluss von 1793 – der im Gegensatz zu anderen Ländern des Reiches im Erzherzogtum Österreich, seinen Nebenländern und Gebieten auch streng durchgesetzt wurde –, das Entstehen von Landsmannschaften.
Auch die burschenschaftliche Bewegung blieb in Prag und Wien zunächst ohne Einfluss. Ein Grund hierfür war auch der Umstand, dass die Jenaer Urburschenschaft die Universitäten von Prag und Wien zu dieser Zeit nicht als vollwertige Universitäten anerkannte. Die Karlsbader Beschlüsse von 1819 bekräftigten die bestehenden Verbote studentischer Zusammenschlüsse noch einmal.
Ereignisse wie das Hambacher Fest 1832 und das Frankfurter Attentat von 1833 bestärkten die Regierung in ihrem restriktiven Kurs. Trotz dieser Maßnahmen kam es ab den frühen 1840er Jahren zur Entstehung verschiedener studentischer Verbindungen in Österreich, darunter auch mehrere Burschenschaften. Diese Entwicklungen markierten den Beginn einer neuen Phase im studentischen Leben in Österreich, geprägt von einer wachsenden Vielfalt an Zusammenschlüssen.
Als älteste bestehende Verbindung Österreichs gilt das 1850 gegründete Corps Saxonia Wien; eine erste Gründungswelle von Studentenverbindungen, begann aber erst mit dem Schillerfest von 1859. Die 1860 in Innsbruck gegründete AV Helvetia Oenipontana (SchwStV), als älteste nicht-schlagende Verbindung und ursprünglich katholische Korporation in Österreich nimmt nur Schweizer auf. Daher gilt heute als älteste katholische Studentenverbindung Österreichs die AV Austria Innsbruck, die 1864 gegründet wurde.

## Bedeutung
Die Verbindungen Österreichs sind politisch insgesamt deutlich konservativer als jene in Deutschland. Außerdem sind sie seit dem 19. Jahrhundert untereinander tief in konfessionelle und schlagende Verbindungen gespalten. Das äußerte sich in zahlreichen Auseinandersetzungen, zum Beispiel  bei der Ernennung des liberalen Rektors Anton Menger an der Universität Wien am 24. Oktober 1895; sie endeten erst, als Studenten über die Universitätsrampe geworfen wurden. Die aggressive Ablehnung fand ihren Höhepunkt in dem Tod des katholischen Innsbrucker Studenten Max Ghezze Anfang des 20. Jahrhunderts. Gemeinsame Auftritte bei universitären oder allgemein gesellschaftlichen Veranstaltungen sind dort nach wie vor äußerst selten.
Stärker als in anderen Ländern ist in Österreich das Schülerkorporationswesen ausgeprägt. Österreichische Mittelschulverbindungen bezeichnen sich größtenteils als Studentenverbindung.

### Lager
Die katholischen Dachverbände Österreichischer Cartellverband (ÖCV) und Kartellverband katholischer nichtfarbentragender akademischer Vereinigungen Österreichs (ÖKV) koexistieren als jeweils eigenständige Verbände mit dem deutschen CV und KV, weisen aber jeweils gemeinsame Wurzeln und teilweise eine gemeinsame Geschichte auf. Sie spalteten sich 1933 von den deutschen Verbänden ab. Als Besonderheit existiert in Österreich darüber hinaus der monarchistische Akademische Bund Katholisch-Österreichischer Landsmannschaften. Weitere christliche Verbindungen (männlich, weiblich und gemischtgeschlechtlich) werden diesem „konfessionellen“ Lager zugeordnet.
Die meisten österreichischen Burschenschaften sind in der pflichtschlagenden Burschenschaftlichen Gemeinschaft (BG) organisiert, zu der 43 Burschenschaften gehören, die überwiegend der Deutschen Burschenschaft (DB) und der Deutschen Burschenschaft in Österreich (DBÖ) oder dem Conservativen Delegierten Convent der fachstudentischen Burschenschaften in Österreich (CDC) angehören. Einige Burschenschaften sind deutschnational eingestellt. Die österreichischen Corps sind im Kösener Senioren-Convents-Verband organisiert, die Landsmannschaften im Coburger Convent.
Die Spaltung in zwei Lager betrifft auch die österreichischen Schülerverbindungen. Die größten Verbände von Mittelschulverbindungen sind der katholische Mittelschüler Kartell Verband (MKV) und der schlagende Österreichische Pennäler Ring (ÖPR).

### Parteinähe
Auffallend ist eine parteipolitische und weltanschauliche Nähe zwischen katholischen Korporationen und der Österreichischen Volkspartei (ÖVP) einerseits, sowie zwischen Burschenschaften und den Parteien des Dritten Lagers, nämlich der Freiheitlicher Partei Österreichs (FPÖ) sowie dem Bündnis Zukunft Österreich (BZÖ), anderseits.
Fast alle Bundeskanzler der ersten Republik aus der Christlichsozialen Partei und der daraus hervorgegangenen Vaterländischen Front, den Vorgängern der späteren ÖVP, gehörten katholischen CV-Verbindungen an. Der Österreichische Cartellverband (ÖCV) hatte sich nach der Machtübernahme der Nationalsozialisten in Deutschland vom CV abgespalten, als gegen einen Beschluss der Vollversammlung die CV-Verbindungen in Deutschland diesen die Treue versicherten. Engelbert Dollfuß, der Begründer des autoritären Ständestaates, war zum Zeitpunkt seiner Ermordung 1934 Philistersenior seiner Studentenverbindung KÖHV Franco-Bavaria Wien. Teils posthum wurde ihm von fast allen Verbindungen des ÖCV die Ehrenmitgliedschaft verliehen, war Dollfuß doch maßgeblich an der Schaffung des ÖCV beteiligt. Sein Nachfolger als diktatorisch regierender Bundeskanzler, Kurt Schuschnigg, war ebenfalls Mitglied einer ÖCV-Verbindung (AV Austria Innsbruck). Ebenso war der Bundespräsident des Ständestaats Wilhelm Miklas ÖCVer (KÖStV Austria Wien). In der Zweiten Republik waren und sind zahlreiche ÖVP-Politiker, etwa die Bundeskanzler Leopold Figl (KaV Norica Wien), Julius Raab (KaV Norica Wien), Alfons Gorbach (KÖHV Carolina Graz), Josef Klaus (KÖStV Rudolfina Wien) und Karl Nehammer (KÖStV Sonnberg Perchtoldsdorf) und der Bundespräsident Thomas Klestil (KAV Bajuvaria Wien) sowie diverse Europa-, Bundes-, Landes- und Kommunalpolitiker Mitglieder des ÖCV oder des MKV.
In der FPÖ sind traditionell zahlreiche Mitglieder von schlagenden Burschenschaften, daneben auch schlagenden Schülerverbindungen vertreten. Der ehemalige Parteichef Heinz-Christian Strache ist Alter Herr der Wiener pennalen Burschenschaft Vandalia, der langjährige Parteiobmann der FPÖ und spätere Gründer des BZÖ Jörg Haider gehörte der fakultativ schlagenden Jägerschaft Silvania Wien an. Mehrere Nationalratsabgeordnete der FPÖ, darunter der dritte Nationalratspräsident Martin Graf, sind Alte Herren der als rechtsextrem angesehenen Burschenschaft Olympia, die 1961 behördlich aufgelöst und 1973 neu konstituiert wurde. Bekannte Waffenstudenten in den Reihen von FPÖ und BZÖ sind unter anderem die Nationalratsabgeordneten Werner Neubauer, Manfred Haimbuchner, Ewald Stadler und Lutz Weinzinger, der Europaabgeordnete Andreas Mölzer und der ehemalige Vizekanzler Herbert Haupt.
In der Sozialdemokratischen Partei Österreichs (SPÖ) sind Mitglieder von Studentenverbindungen heute kaum vertreten. Zur Zeit ihrer Gründung als SDAPÖ 1888 waren die sozialistischen Gründerväter Viktor Adler und Engelbert Pernerstorfer beide Burschenschafter. Auch später kamen immer wieder sozialistische Politiker aus dem „nationalen“ waffenstudentischen Lager, darunter Eduard Speck, SPÖ-Bürgermeister von Graz 1945–1960 und Alfred Schachner-Blazizek, stellvertretender Landeshauptmann der Steiermark und stellvertretender SPÖ-Parteivorsitzender. Der von der SPÖ nominierte Präsident des Verfassungsgerichtshofs Gerhart Holzinger ist Alter Herr einer ÖCV-Verbindung. Auch der ehemalige parteiunabhängige Außenminister in der SPÖ-Alleinregierung und 1974 von der SPÖ nominierte Bundespräsident Rudolf Kirchschläger war Mitglied der katholischen Pennälerverbindung K.ö.St.V. Waldmark Horn im MKV.

## Listen von Studentenverbindungen nach Hochschulorten
- Liste der Studentenverbindungen in Graz
- Liste der Studentenverbindungen in Innsbruck
- Liste der Studentenverbindungen in Leoben
- Liste der Studentenverbindungen in Linz
- Liste der Studentenverbindungen in Salzburg
- Liste der Studentenverbindungen in Wien